# Jacob von Falke
Jacob von Falke (21 juin 1825 à Ratzeburg dans le duché de Saxe-Lauenbourg - 8 juin 1897 à Lovran en Croatie) est un historien germano-autrichien de l'art et de la culture.

## Biographie
Jacob Falke étudia la philologie classique à Erlangen ; puis il suivit trois semestres à Göttingen en philosophie et histoire modernes, où il reçut son agrégation. En 1853, il fut nommé éducateur à la maison princière Solms-Braunfels, puis exerça la profession de banquier à Vienne.
En 1855, il fut nommé conservateur du Germanisches Nationalmuseum à Nuremberg ; il fut engagé en 1858 comme bibliothécaire et directeur du Musée Liechtenstein par le prince de Liechtenstein ; en 1864, il fut nommé à Vienne au poste de conservateur et directeur adjoint du Musée des arts appliqués de Vienne au Conseil d'administration duquel il accéda en 1871 et dont il fut nommé directeur général en 1885.
En 1873, il avait été reçu dans l'Ordre de la Couronne de fer et anobli sous le nom de Jacob Ritter von Falke.
Falke publia de nombreux ouvrages sur l'histoire de la culture et de l'art. Ses livres connurent un grand succès : il avait le don rare de faire partager par le plus large public les derniers acquis de la science, en particulier pour les récits et coutumes populaires, comme un bien commun précieux.

## Œuvres
- Die deutsche Trachten- u. Modenwelt (2 vol., Mayer, Leipzig, 1858) ; « Le costume allemand ancien et moderne » ;
  - Erster Theil: Die alte Zeit und das Mittelalter, (Leipzig, 1858) ; « Première partie : Les temps anciens et le Moyen Âge » ;
  - Zweiter Theil: Die Neuzeit, (Leipzig, 1858) ; « Deuxième partie : Les temps modernes » ;
- Die ritterliche Gesellschaft im Zeitalter des Frauenkultus, (Berlin, 1863) ; « La société chevaleresque à l'ère du culte de la femme » ;
- Geschichte des modernen Geschmacks, (Leipzig 1866, 2e éd. 1880) ; « Histoire du goût moderne »
- Die Kunstindustrie der Gegenwart, Studien auf der Pariser Weltausstellung 1867, (Leipzig, 1868) ; « L'industrie contemporaine de l'art. Études à l'Exposition universelle de Paris de 1867 » ;
- Geschichte des fürstlichen Hauses Liechtenstein, (Vienne, 1868-1883) ; « Histoire de la maison princière de Liechtenstein » ;
- Die Kunst im Hause, (Vienne, 5e éd., 1883) ; « L'art à la maison » ;
- Die Kunstindustrie auf der Wiener Weltausstellung  (Vienne, 1873, 2 vol.) ; « L'industrie de l'art à l'exposition universelle de Vienne » ;
- Zur Kultur und Kunst. Studien, (Vienne, 1878) ; « De la culture et des arts. Études » ;
- Hellas und Rom (Kulturgeschichtliches Prachtwerk, (Stuttgart, 1879 ; réimpr. Darmstadt 2014,  (ISBN 978-3-6504-0097-0)) ; « Hellas et Rome, Histoire de leurs chefs-d'œuvre » ;
- Costümgeschichte der Culturvölker (Stuttgart, 1880) ; « Histoire du costume des peuples civilisés » ;
- Ästhetik des Kunstgewerbes (Stuttgart, 1883) ; « Esthétique des arts et de l'artisanat »
- Der Garten. Seine Kunst und Kunstgeschichte (Berlin, Spemann, 1884). Version numérisée de la bibliothèque régionale et universitaire de Düsseldorf ; « Le jardin : son histoire et son art »